# Born (Limburg)

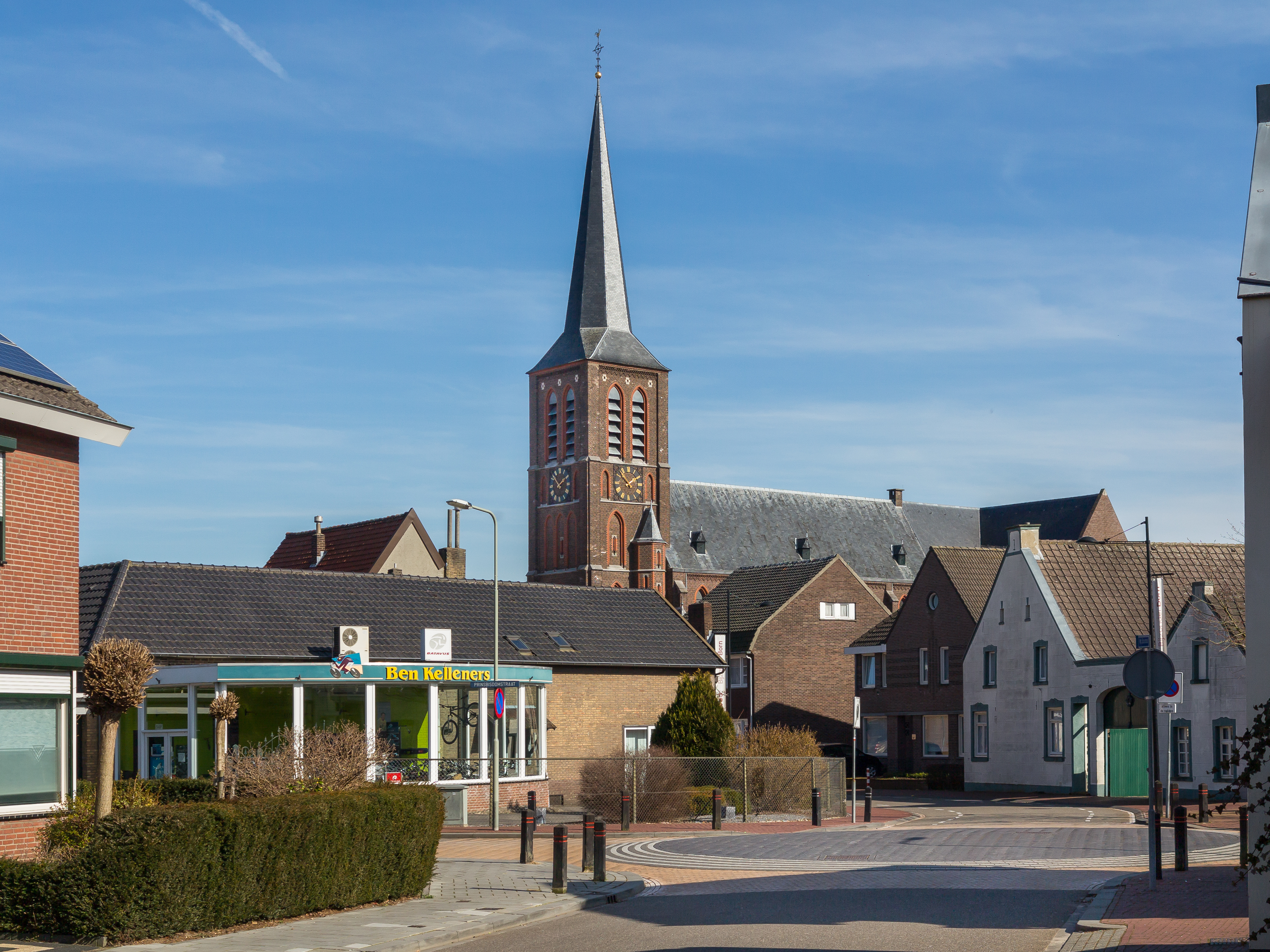
Born, Kirche: de Sint Martinuskerk

Born (limburgisch Bor) ist ein Ort und eine ehemalige Gemeinde in der niederländischen Provinz Limburg und gehört heute zur Gemeinde Sittard-Geleen. 1981 wurde die Gemeinde Born aus den Kirchdörfern Born, Obbicht-Papenhoven und Grevenbicht geformt. Die Einwohnerzahl des Ortes liegt in etwa bei 5.845 Personen.
Überregional bekannt ist der Ort wegen der dort ansässigen NedCar, der größten Kraftfahrzeugfabrik in den Niederlanden. Dort wurde unter anderem der DAF 33 gebaut. Ein weiterer großer Industrienkomplex ist die DSM. Born liegt am Julianakanal.

## Geschichte
Aufgefunden wurden Weiheinschriften der römischen Göttin Arcanua.

## Politik

### Sitzverteilung im Gemeinderat
Bis zur Auflösung der Gemeinde ergab sich seit 1981 folgende Sitzverteilung:
| Partei                                      | Sitze  | Sitze | Sitze | Sitze | Sitze |
| Partei                                      | 1981 a | 1986  | 1990  | 1994  | 1998  |
| ------------------------------------------- | ------ | ----- | ----- | ----- | ----- |
| Grevenbicht, Obbicht en Born                | 4      | 5     | 5     | 3     | 5     |
| Groot Born ’74                              | 3      | 2     | 3     | 3     | 4     |
| Volledig Toekomst Gericht/Van Tienen-Geelen | —      | —     | —     | 1     | 4     |
| CDA                                         | 2      | 2     | 3     | 3     | 2     |
| Progressief Born b                          | —      | —     | —     | 2     | 2     |
| Democraten Born                             | —      | —     | —     | 3     | 2     |
| Born ’81                                    | 5      | 5     | 3     | —     | —     |
| PvdA                                        | 1      | 1     | 1     | —     | —     |
| GroenLinks                                  | —      | —     | 0     | —     | —     |
| D66                                         | 0      | —     | —     | —     | —     |
| Gesamt                                      | 15     | 15    | 15    | 15    | 15    |

## Söhne und Töchter von Born
- Johannes Michiel Buckx SCI (1881–1946), niederländischer Geistlicher, erster Apostolischer Vikar von Finnland
- Mathias Dohmen (* 1952), Radrennfahrer
- Wim Jennen (1957–2005), Radrennfahrer, geboren in Obbicht
- Larissa Nüsser (* 2000), Handballspielerin